# René Margotton
René Daniel Margotton (Roanne, 18 novembre 1915 – Parigi, 22 dicembre 2009) è stato un pittore, litografo e illustratore francese.

## Biografia

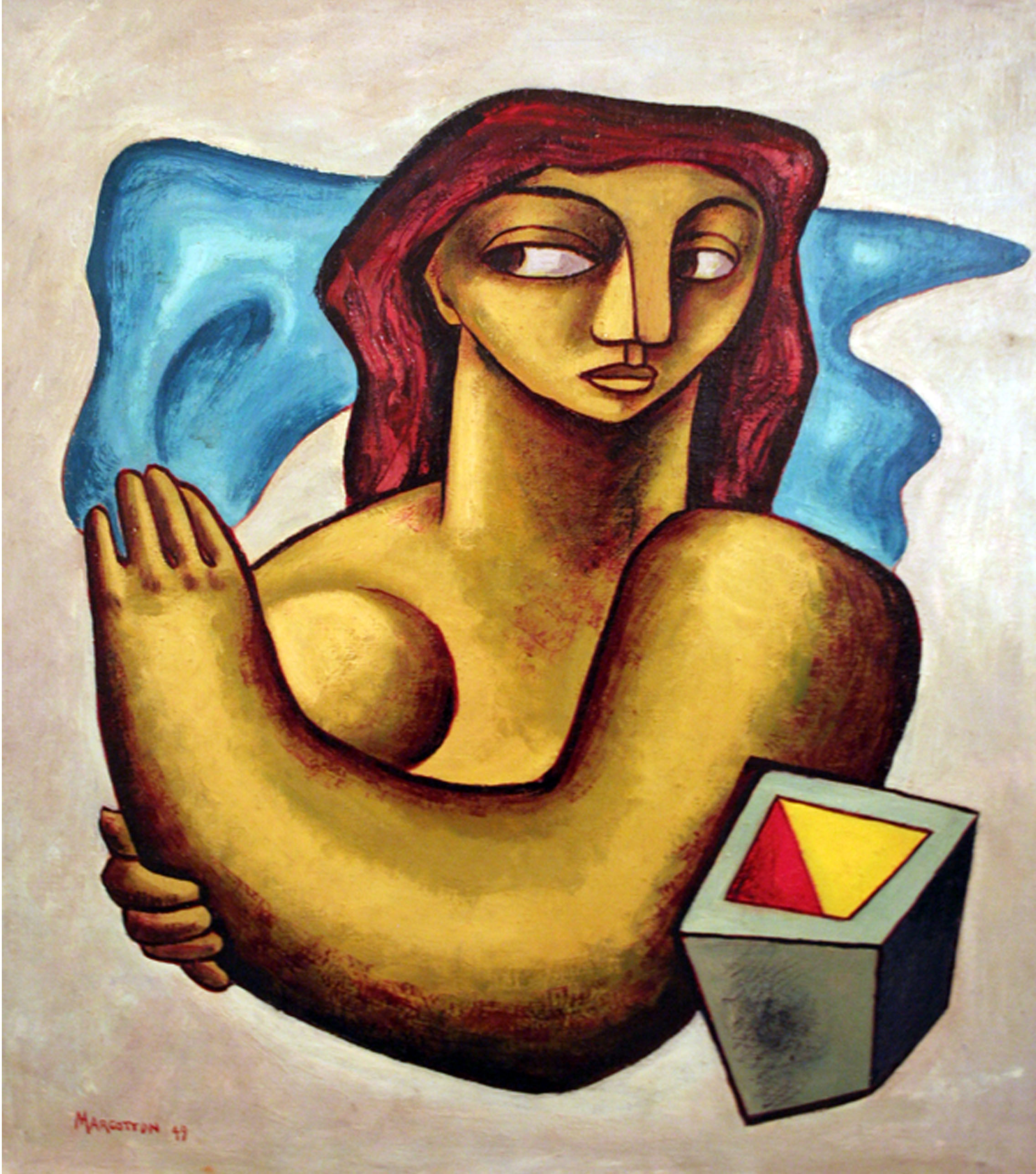
L'annonciation 1949 65x54 cm

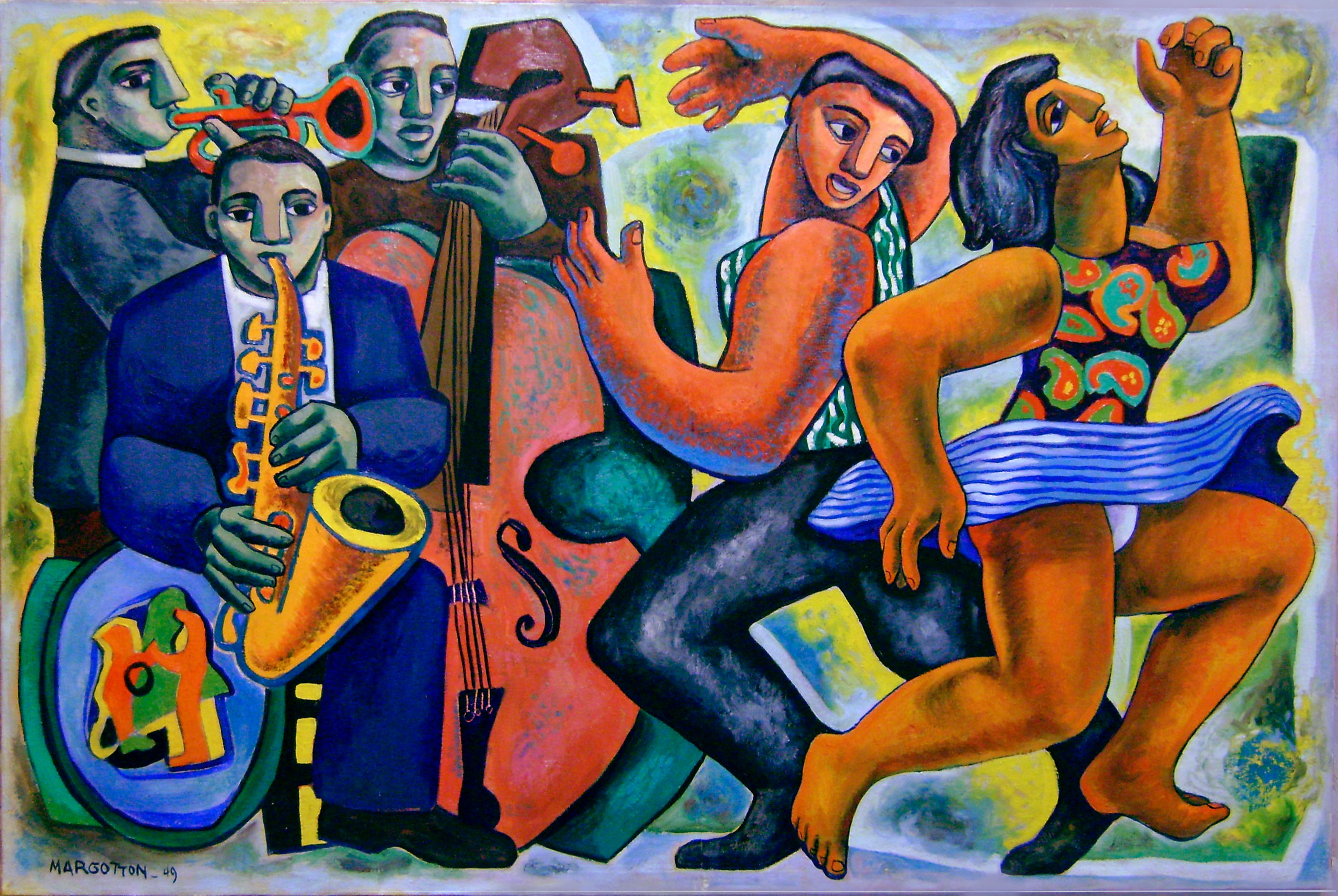
Be-bop 1949 97X146

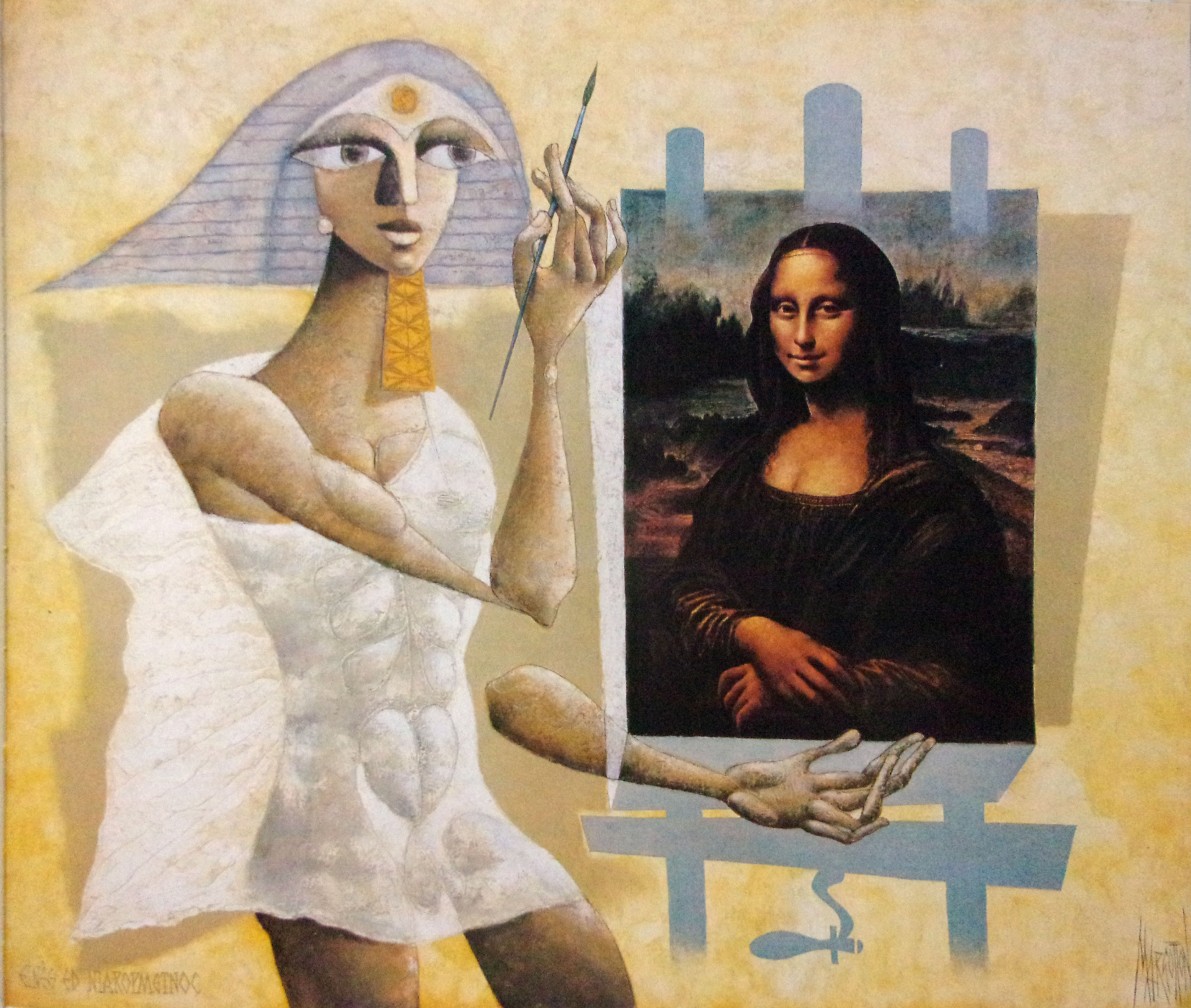
Contemporain peignant la Joconde

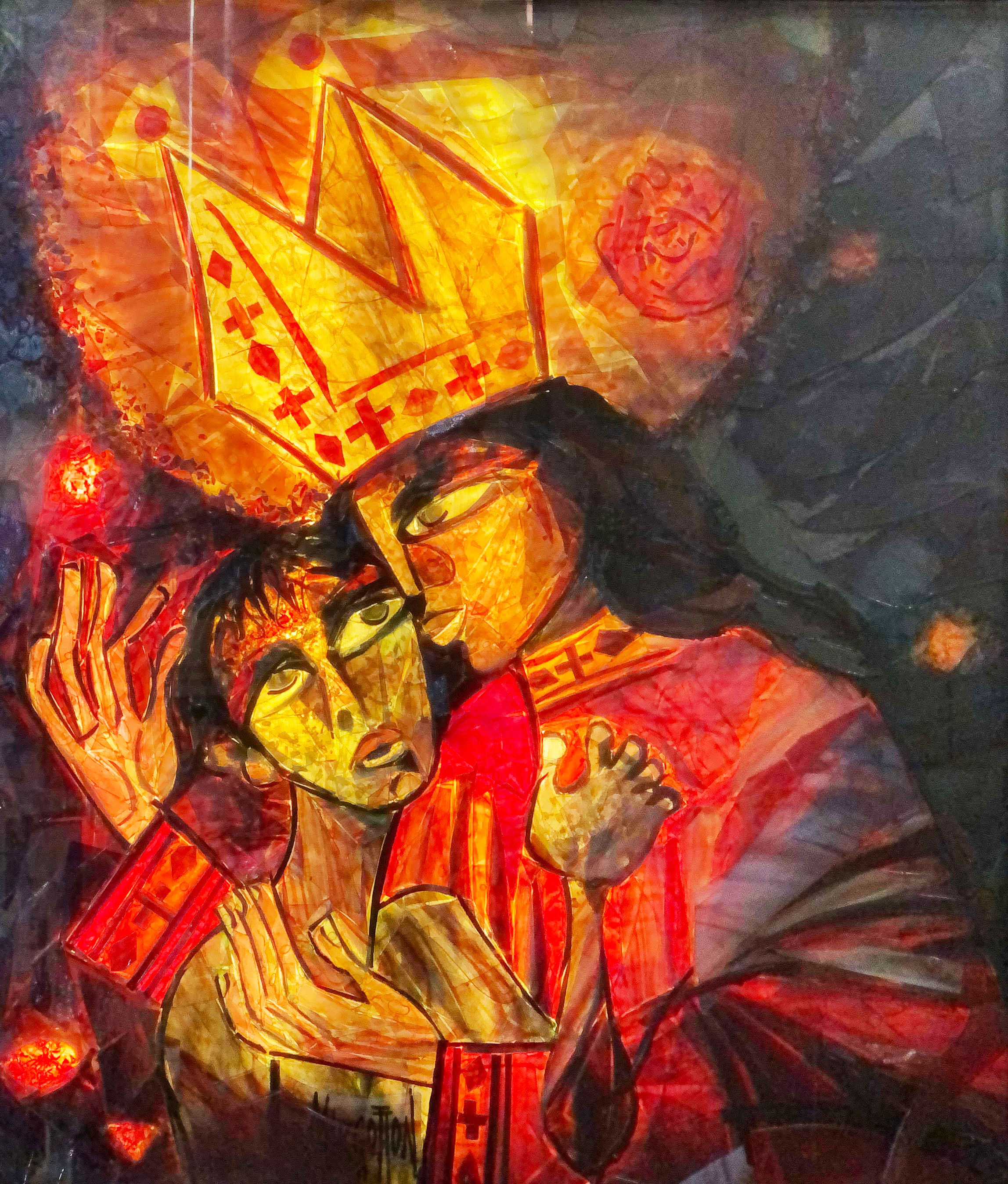
Basilica di San Martino (Tours)il bacio al lebbroso(René Margotton)

René Margotton non conobbe suo padre, talentuoso disegnatore e violinista morto nel 1915 sul campo di battaglia della Marna. Fin dalla prima infanzia fu appassionato di disegno e dipinse i suoi primi oli a Marsiglia. Visse a Roanne con sua madre e suo fratello Henri, e anticipando la chiamata alle armi, entrò nell'Armée française. Mobilitato nel 1939, l'armistizio gli consentì di tornare a casa e riprendere il suo lavoro. Dipinse molto e partecipò a diverse mostre nelle province. Trascorso il periodo difficile dell'occupazione, si trasferì a Parigi nel 1945 in un appartamento del XVII arrondissement con sua moglie e i due figli, Roland e Bernard (Bernard Romain).
Entrò alla École nationale supérieure des beaux-arts frequentando, al contempo, i musei e nel 1948 entrò nello studio di Fernand Léger, pittore per il quale provava molta ammirazione. Seguì la sua influenza per un po' prima di trovare il suo stile. Fu quindi l'erede dei cubisti con tutto ciò che implicava in rigore ed equilibrio nella composizione dei dipinti. Da quel momento in poi, molte mostre lo fecero conoscere a collezionisti francesi e stranieri e le sue opere, intrise di favola e sensualità, raggiunsero rapidamente il successo. Nelle sue audaci composizioni si trova spesso un clima surrealista che aggiunge un elemento cosmico a tutti i suoi dipinti. Per la tecnica e la forza dei suoi colori, ricorda uno dei grandi maestri del Rinascimento italiano.
Nel 1979 partecipò alla Biennale Internazionale di Arte sacra. Intraprese poi la realizzazione di gemmail, un'arte del vetro colorato che avrebbe praticato per composizioni destinate a varie chiese tra cui la Basilica di San Martino (Tours), la basilica di San Pio X a Lourdes  dove sono state realizzate 20 gemme, dalle sue opere, tra il 1989 e il 1993.
È stato co-presidente onorario dell'École des Buttes Chaumont, la cui essenza è riunire i grandi professionisti e i grandi nomi internazionali della pittura e della scultura dell'espressione figurativa. È stato anche co-presidente onorario del Paris International Pictorial Meeting (SIRP).

### Museo Margotton
L'ex palazzo dei vescovi di Bourg-Saint-Andéol ospita il museo Margotton. La sua opera sacra è esposta nella cappella in stile neogotico del XIX secolo e in altre sale .

## Premi e riconoscimenti
- Cavaliere delle arti e delle lettere
- Medaglia vermeil della città di Parigi
- Accademico d'Italia con medaglia d'oro.
- Cavaliere dell'incoraggiamento al progresso.
- Ufficiale francese di merito e dedizione.
- Commandeur avec palme d’or, Paris Critique.
- Grand officer Merito cultural y Artistico Européo (Spagna).
- Ufficiale al merito belga-ispanico.